# John W. Hutchinson
John Woodside Hutchinson (Hartford, 10 de abril de 1939) é um professor de mecânica aplicada, com diversas contribuições à mecânica estrutural e resistência dos materiais.
Doutorado pela Universidade Harvard, em 1963, orientado por Bernard Budiansky.